# Abrin

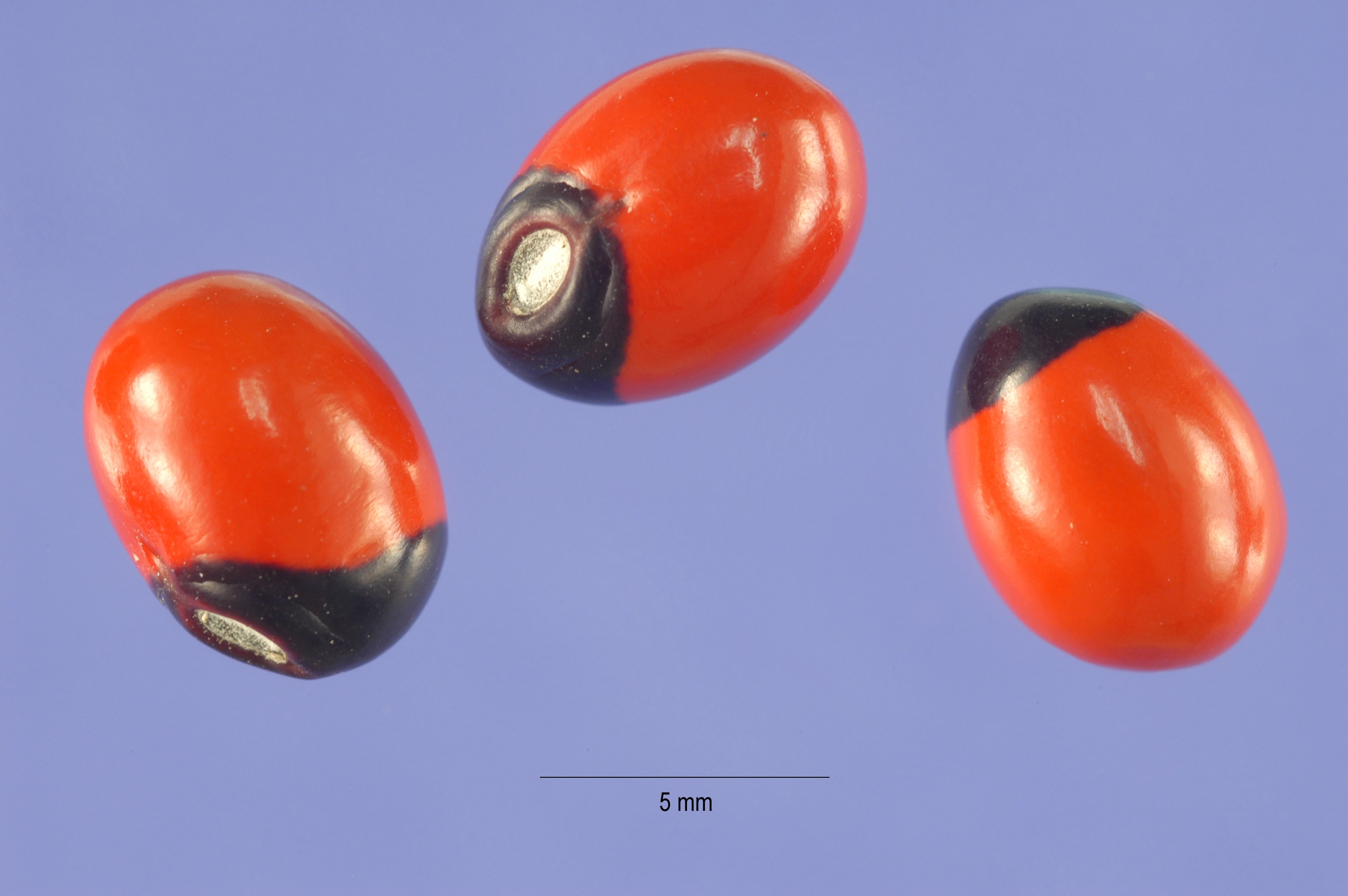
Paternosterbönor

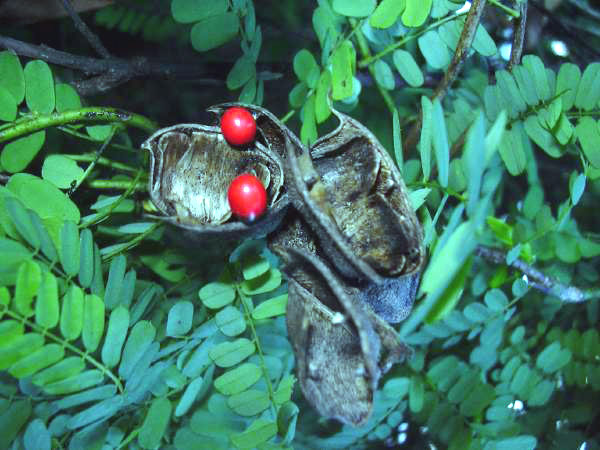
Abrus precatorius

Abrin är ett giftigt ämne, ett växttoxin, framställt ur paternosterbönor, fröna av Abrus precatorius. Abrin påminner om ricin, men dess giftighet är betydligt större.
Kemiskt är abrin en lektin, och är en dimer som består av två proteinsubenheter, A och B. B möjliggör transport in i cellen genom att binda till vissa transportproteiner i cellmembranet. A står därefter för själva giftverkan genom att förhindra proteinsyntes genom att inaktivera 26S-subenheten i ribosomen. En molekyl abrin kan inaktivera upp till 1500 ribosomer per sekund. I pulverform är Abrin gulvitt och kan lösas i vatten. Abrin är en stabil substans.
Förgiftningens förlopp är långsamt, och påminner om verkan av vissa sjukdomsalstrande bakteriers toxiner, till exempel difteri- eller tetanusbacillerna. Abrinet liknar många bakterietoxiner även i det avseendet att det, enligt tysken Ehrlichs epokgörande undersökningar, så småningom kan framkalla immunitet, okänslighet mot stigande, slutligen mycket stora doser, av vilka en liten bråkdel skulle döda ett icke immuniserat djur.
Även om de granna paternosterbönorna ibland används som leksak trots att de innehåller ett kraftigt gift orsakar de dock, om de skulle sväljas av misstag, i regel inte förgiftning på grund av sin stora hårdhet.